# Samboandi (Coalla)
Pour les articles homonymes, voir Samboandi.
Samboandi est un village du département et la commune rurale de Coalla (ou Koalla), situé dans la province de la Gnagna et la région de l’Est au Burkina Faso.

## Géographie

### Situation et environnement
Samboandi est une localité agropastorale dispersée en plusieurs centres d'habitations, située  à 27 km à l’est de Coalla (ou Koalla).

### Démographie
- En 2003, le village comptait 2 280 habitants estimés[2].
- En 2006, le village comptait 2 393 habitants recensés[1].

## Économie
L’économie de la commune est liée tout à la fois à l’agriculture faite en aval de l’importante retenue d’eau assurant l’irrigation des rizières pluviales et des cultures vivrières ainsi qu’au pastoralisme, important dans le département.

## Santé et éducation
Le centre de soins le plus proche de Samboandi est le centre de santé et de promotion sociale (CSPS) de Boukargou.